# Миусский переулок
Миу́сский переу́лок — улица в центре Москвы в Тверском районе между Миусской площадью и Лесной улицей.

## Происхождение названия
Местность Миусы (Миюсы), Миусское поле упоминается в Москве с XVIII века. Высказано предположение, что после взятия Азова в 1696 года Пётр I стал строить на Азовском море, в устье реки Миус, «Миюсскую гавань». А в Москве, на поле между Тверской-Ямской и Новой Дмитровской слободами, мог находиться склад материалов для строительства этой гавани, получивший название Миюсское поле или Миюсский склад (в XIX веке площадь была известна как Миюзская Лесная). По Миусскому полю были также названы близлежащие 1-я и 2-я Миусские улицы и Миусский переулок (ранее 2-й Миусский переулок, т.к. был и 1-й, вошедший позже в состав площади).

## Описание
Миусский переулок начинается от Миусской площади напротив улицы Фадеева, проходит на северо-запад, пересекает 2-ю Миусскую улицу, выходит на Лесную улицу, за которой переходит во 2-й Лесной переулок.

## Примечательные здания
По нечётной стороне:
По чётной стороне:

## См.также
- Миусская площадь